# Зеленушка Бутлерова
Зеленушка Бутлерова или малинница южная (Callophrys butlerovi) — дневная бабочка из семейства голубянок.

## Этимология латинского названия и открытие вида
Видовое название дано в честь Александра Михайловича Бутлерова — русского химика и энтомолога середины XIX века, изучавшего фауну бабочек Южного Урала и Поволжья и известного по одному из первых определителей чешуекрылых фауны России (1848).
Первые экземпляры (17 штук) нового таксона были собраны в мае-июне 1983 года на одном из южных склонов хребта Кунгактау на Южном Урале в 10 км южнее города Мелеуз.

## Описание
По внешним признакам вид наиболее близок к Callophrys suaveola (рядом авторов рассматривается в качестве его подвида), но имеет в отличие от него хвостики на задних крыльях. Длина переднего крыла 13—16 мм.

## Ареал
Эндемик Южного Урала — Оренбургская область (Кувандык, Донское), хребет Кунгактау в Башкирии и Зилаирское плато. Вид довольно широко распространен в горах Южного Урала, однако его численность всегда низкая.
Вид встречается по безлесым горным кулуарам и закустаренным горным склонам среди остепненных горных стаций.

## Биология
Развивается в одном поколении на протяжении года. Время лёта бабочек наблюдается с конца мая по июнь. Бабочки держатся у зарослей спиреи (Spiraea), которая, предположительно, является кормовым растением гусениц этого вида. Зимует куколка.